# Madecorphnus perinetensis
Madecorphnus perinetensis är en skalbaggsart som beskrevs av Frolov 2010. Madecorphnus perinetensis ingår i släktet Madecorphnus och familjen Orphnidae. Inga underarter finns listade i Catalogue of Life.